# P.F.オダナヒュー
パトリック・オダノヒュー（P.F.オダナヒュー：Father Patrick Francis O'Donoghue, MM, 1924年9月13日 - 2005年4月2日）は、メリノール宣教会神父。英語教育者。大学教授。

## 経歴
1924年9月13日、アメリカ合衆国の首都・ワシントンジョージタウンで生まれる。1950年、叙階。メリノール宣教会の神父として1954年来日。英語教育者としてノートルダム女子大学（京都）やYBU（よき牧舎運動本部、心のともしび運動）イングリッシュセンター（京都市中京区河原町三条及び四条通り御幸町）で指導活躍。一方、比較宗教の研究者として筑波大学で講義する。博士号取得
メリノール宣教会日本管区長（東京都千代田区紀尾井町）として終生活躍
2005年4月2日、帰天（死去）。

## 著書
- 『カトリック生活の実態調査報告書（1982-1983 日本）』中央出版社　1985年4月刊行